# Emma Twigg
Emma Kimberley Twigg (Napier, 1 de marzo de 1987) es una deportista neozelandesa que compite en remo; campeona olímpica en Tokio 2020.
Participó en cinco Juegos Olímpicos de Verano, obteniendo dos medallas, oro en Tokio 2020 y plata en París 2024, en la prueba de scull individual, el noveno lugar en Pekín 2008, el cuarto en Londres 2012 y el cuarto en Río de Janeiro 2016, en la misma prueba.
Ganó siete medallas en el Campeonato Mundial de Remo entre los años 2010 y 2023.
Estudió Relaciones Públicas en la Universidad de Waikato. En 2022 fue nombrada miembro de la Orden del Mérito de Nueva Zelanda.

## Palmarés internacional
| Juegos Olímpicos   | Juegos Olímpicos          | Juegos Olímpicos  | Juegos Olímpicos |
| Año                | Lugar                     | Medalla           | Prueba           |
| ------------------ | ------------------------- | ----------------- | ---------------- |
| 2020               | Tokio (Japón)             | Medalla de oro    | Scull individual |
| 2024               | París (Francia)           | Medalla de plata  | Scull individual |
| Campeonato Mundial |                           |                   |                  |
| Año                | Lugar                     | Medalla           | Prueba           |
| 2010               | Cambridge (Nueva Zelanda) | Medalla de bronce | Scull individual |
| 2011               | Bled (Eslovenia)          | Medalla de bronce | Scull individual |
| 2013               | Chungju (Corea del Sur)   | Medalla de plata  | Scull individual |
| 2014               | Ámsterdam (Países Bajos)  | Medalla de oro    | Scull individual |
| 2019               | Ottensheim (Austria)      | Medalla de plata  | Scull individual |
| 2022               | Račice (República Checa)  | Medalla de plata  | Scull individual |
| 2023               | Belgrado (Serbia)         | Medalla de plata  | Scull individual |